# اچ‌ام‌اس نیوجرسی (۱۶۵۴)
اچ‌ام‌اس نیوجرسی (۱۶۵۴) (به انگلیسی: HMS Jersey (1654)) یک کشتی است که طول آن ۱۰۱ فوت ۱۰ اینچ (۳۱٫۰ متر) می‌باشد.